# Єрмакова Ірина Олександрівна
Ірина Олександрівна Єрмакова (рос. Ермакова, Ирина Александровна) (нар. 7 березня 1951, Крим) — російська поетеса, перекладач. Лауреат Великої премії «Московський рахунок» (2008, 2015).

## Біографія
Народилася під Керчю в сім'ї інженерів-мостовиків. Закінчила Московський інститут інженерів транспорту за спеціальністю «Мости і тунелі» (1974). 12 років працювала інженером-конструктором з проектування мостових споруд.
1987 — перша публікація.
В кінці 80-х вела літературну студію в БК «Червоний Жовтень». В цей же час починає працювати редактором. З кінця 90-х займається поетичним перекладом. У 1995 прийнята в Союз письменників Москви. Бере участь у багатьох вітчизняних та міжнародних поетичних фестивалях. У 2000 вийшла книга «Скляна кулька» [Архівовано 8 листопада 2016 у Wayback Machine.] — лауреат премії «Улов» [Архівовано 24 травня 2015 у Wayback Machine.]. У 2002 книга «Колискова для Одіссея» [Архівовано 8 листопада 2016 у Wayback Machine.] увійшла в короткі списки премій «Антибукер» і «Аполлона Григор'єва», стала дипломантом премії «Московський рахунок», а в 2008 році — лауреатом.

З 2003 член Російського ПЕН-центру [Архівовано 11 серпня 2014 у Wayback Machine.].
Веде поетичні майстер-класи. Входить в журі літературних премій.
Друкується в журналах «Аріон», «Вісник Європи» [Архівовано 14 серпня 2015 у Wayback Machine.], «Дружба народів», «Прапор», «Інтерпоезія» [Архівовано 27 червня 2015 у Wayback Machine.], «Хрещатик» [Архівовано 17 квітня 2015 у Wayback Machine.], «Новий світ», «Жовтень», «Рубіж» та інших виданнях.
ЇЇ вірші перекладені на англійську, арабську, болгарську, італійську, каталонську, китайську, латвійську, македонську, німецьку, польську, португальську, румунську, сербо-хорватську, французьку та інші мови.
Живе в Москві.

## Книги
- Єрмакова І. А. Провінція. — М: Центр ПРО, 1991. С. 96.
- Єрмакова І. А. Виноградник. — М.: Ісіда, 1994. С. 90.
- Єрмакова І. А. Скляна кулька [Архівовано 8 листопада 2016 у Wayback Machine.]. — М.: Наша марка, 1998. С. 64.
- Єрмакова І. А. Колискова для Одіссея [Архівовано 8 листопада 2016 у Wayback Machine.]. — М: Журнал поезії «Аріон», 2002. С. 120.
- Єрмакова І. А. Вулик [Архівовано 17 серпня 2014 у Wayback Machine.]. — М.: Воймега, 2007. С. 84.
- Ermakova Irina Ninna-nanna per Odisseo e altre poesie. — Italia: Novara, 2008 (у перекладі на італійську). С. 64.
- Єрмакова І. А. В очікуванні свята. — Владивосток: Альманах «Рубіж», 2009. С. 132.
- Єрмакова І. А. Червоною тушшю по чорному шовку. — М. ː О. Р. В.-Б. Ц. Р.-Прес, 2012. С. 168. ISBN 978-5-93381-305-7[3][6].
- Єрмакова І. А. Сьома. — М. ː Воймега, 2014. — 88 С.[7][8].

## Цитати
- «Єрмакова творить міф, переконливо підкріплюючи його достовірність низкою образів. Енергетика перетворень, швидкість зміни кадрів затягують, створюють вихровий ритм подій, навколишня дійсність — вода, повітря, фарби, звуки, відчуття, дерева, птахи, люди, боги, книги — все це природним чином живе і взаємодіє у віршах».[9] — Афанасій Мамедов, 2003.
- «Єрмакова послідовна у своєму прагненні зближувати далеке і протилежне, в її віршах детальна життєва деталь, гранично точно прописана, пов'язана з потужною всеосяжною метафорою. При цьому полісемічність її лексики вільно переміщає наше сприйняття від легкої іронічної гри до драматичного руху образу і сюжету».[10] — Данило Чконія, 2008.
- «Повна природність мови, почуття — чужа чарівності эскаписткого зсуву і схожа на просту розмову з нічим не відгородженою від практичного життя людиною — чиєюсь опорою і так далі; це вірші „з корінням“, і коріння — не в літературній якійсь-небудь традиції, а в людині, неповторно-неспотвореній... Талант у Ірини Єрмакової величезний, але, здається, головне, що він врівень з цим самим прямим почуттям життя, ніяк від нього не віддільний... Книги Єрмакової знайдіть і почитайте всі, які є, але почніть з цієї, „Сьомий“».[11] — Василь Бородін, 2014.

## Премії
- Премія «Улов» (2000) за книгу «Скляна кулька» [Архівовано 8 листопада 2016 у Wayback Machine.]
- Премія журналу поезії «Аріон» (2004) «за пріоритет особистісного образу в поезії»[12].
- Премія журналу «Жовтень» (2004[5], 2010) «за кращу поетичну добірку року».
- Премія Anthologia (2007) «за вищі досягнення в сучасній поезії».
- Міжнародна поетична премія «LericiPea[it]» (2008, Італія) «за вірність обраного поетичного шляху, постійність в пошуку нових мовних можливостей і в прагненні до саморозвитку».
- Премія «Московський рахунок» (Велика премія 2008, 2016, Спеціальна премія 2013) «за кращу поетичну книгу року».
- Міжнародна Волошинська премія (2015) за книгу «Сьома»
- Премія «Вінець» (2016) «за вірші останніх років»

## Критика
- Губайловський В. Борисів камінь [Архівовано 16 червня 2015 у Wayback Machine.] // Новий світ. — 2001. — № 2.
- Василькова В. Так відбувається життя... [Архівовано 16 червня 2015 у Wayback Machine.] // Новий світ. — 2003. — № 2.
- Мамедов А. Між часом і культурою [Архівовано 23 травня 2015 у Wayback Machine.] // Дружба народів. — 2003. — № 4.
- Вежлян Е. Містерія світла [Архівовано 28 квітня 2015 у Wayback Machine.] // Новий світ. — 2008. — № 1.
- Абдуллаєв Е. Повітряний життєвий звук [Архівовано 23 травня 2015 у Wayback Machine.] // Интерпоэзия. — 2008. — № 1.
- Костюков Л. Велика зміна [Архівовано 23 травня 2015 у Wayback Machine.] // Аріон. — 2008. — № 1.
- Муратханов В. Тонкі книги [Архівовано 23 травня 2015 у Wayback Machine.] //Дружба народів. — 2008. — № 1.
- Аксьонова-Штейнгруд С. [Архівовано 23 травня 2015 у Wayback Machine.] На кордоні традиції // Жовтень. — 2008. — № 7.
- Чконія Д. Живе життя Ірини Єрмакової [Архівовано 25 квітня 2015 у Wayback Machine.] // Дружба народів. — 2008. — № 9.
- Югай Л. Щоб мені провалитися між рядків // Питання літератури. — 2009. — № 6.
- Куллє В. Відігріваюча мова [Архівовано 23 травня 2015 у Wayback Machine.] // Аріон. — 2009. — № 4.
- Погоріла Е. З книжкових крамниць [Архівовано 23 травня 2015 у Wayback Machine.] // Аріон. — 2012. — № 2.
- Бала О. Японською мовою кажу тобі // НГ EX LIBRIS. — 2012. — 02/09.
- Василькова В., Строкіна, А. Презентація книги «Сьома» [Архівовано 4 березня 2016 у Wayback Machine.].
- Безсонов Денис. Дитинство міфа: [Рецензія на книгу: Ірина Єрмакова. Сьома. Книга віршів. М., "Воймега", 2014, 88 стор.] // Новий світ. — 2014. — № 9.
- Бородін В. Берег поруч [Архівовано 23 травня 2015 у Wayback Machine.] // Лиterraтура. — 2014. — № 51.
- Погоріла Е. З книжкових крамниць [Архівовано 25 квітня 2015 у Wayback Machine.] // Аріон. — 2014. — № 4.
- Костюков Л. Сьома [Архівовано 17 березня 2015 у Wayback Machine.] // Інтерпоезія. — 2014. — № 4.
- Бала О. Ірина Єрмакова. Сьома // Гвідеон. — 2014. — № 11.
- Гарбер М. Ефект метелика [Архівовано 23 травня 2015 у Wayback Machine.] // Лиterraтура. — 2015. — № 51.
- Абдуллаєв Е. Тристих [Архівовано 23 травня 2015 у Wayback Machine.] // Жовтень. — 2015. — № 4.
- Бак Д. Я все життя трималася на чесному слові... [Архівовано 4 березня 2016 у Wayback Machine.] // Жовтень. — 2011. — № 6.
- Карпенко А. Нелінійне мислення Ірини Єрмакової [Архівовано 4 січня 2018 у Wayback Machine.] // Поетоград. — № 34 (186), 2015.

## Розмови
- Тетяна Бек Вірші були завжди. Інтерв'ю // Питання літератури, 2003. — № 4.
- Леонід Костюков Нейтральна територія. Інтерв'ю [Архівовано 2 квітня 2015 у Wayback Machine.] // polit.ru. — 2010. — 24 лют.
- Олена Семенова Метаморфози. [Архівовано 10 листопада 2014 у Wayback Machine.] Інтерв'ю [Архівовано 10 листопада 2014 у Wayback Machine.] // НГ EX LIBRIS. — 2014. — 23/10.
- Премія «Дебют» 2009.

## Участь у фестивалях і конгресах[5]
- Міжнародний конгрес, присвячений 200-річчю О. С. Пушкіна у Санкт-Петербурзі.
- Проект «Шовковий шлях поезії», що з'єднує поетів країн СНД.
- Міжнародний Тихоокеанський конгрес «Екологія і культура» у Владивостоці.
- «Конгрес російської книги» в Баку (Азербайджан).
- Міжнародні поетичні фестивалі в Македонії, Польщі, Румунії, Ізраїлі та ін. країнах.
- «Фестиваль поезії на Байкалі» з виступами в Сибірських містах від Іркутська до Братська.
- «Всеросійський поетичний фестиваль імені Марини Цвєтаєвої».
- Міжнародний московський поетичний фестиваль «Москва — місто поетів».